# Lophops africana
Lophops africana är en insektsart som först beskrevs av Schmidt 1912.  Lophops africana ingår i släktet Lophops och familjen Lophopidae. Inga underarter finns listade i Catalogue of Life.